# Kultura Vučedol-Zók

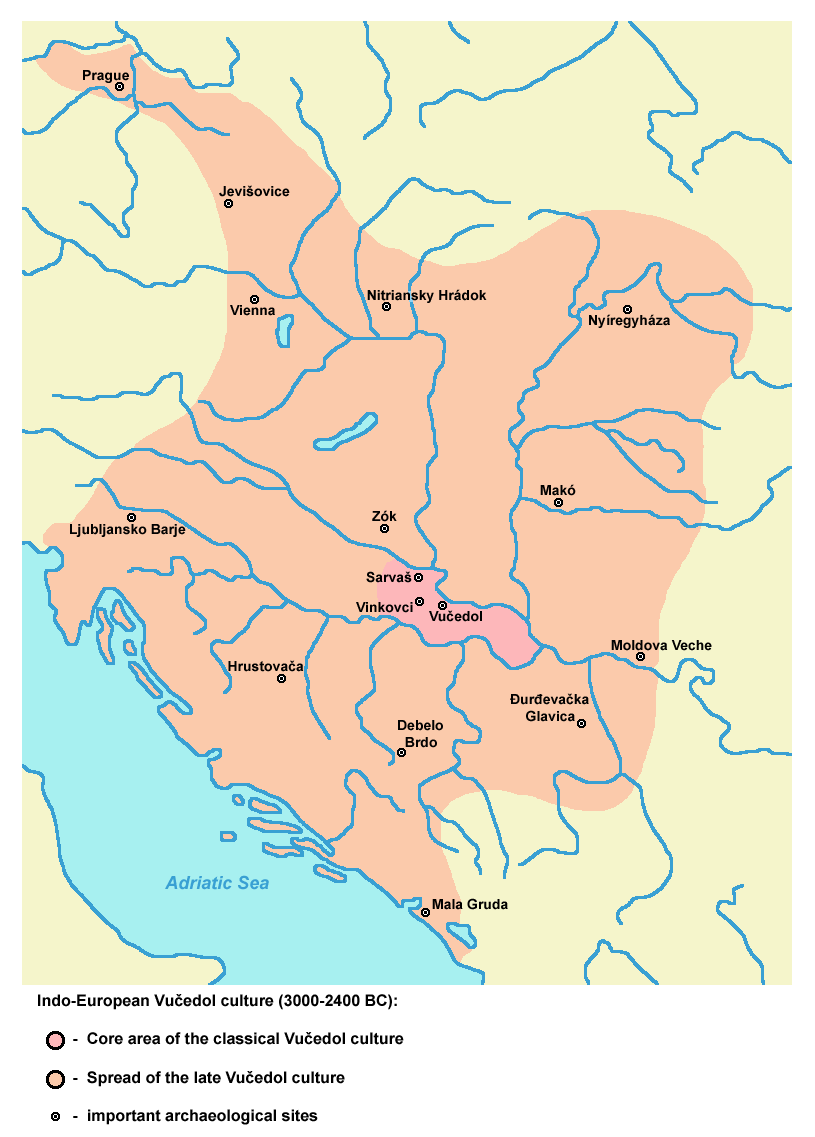

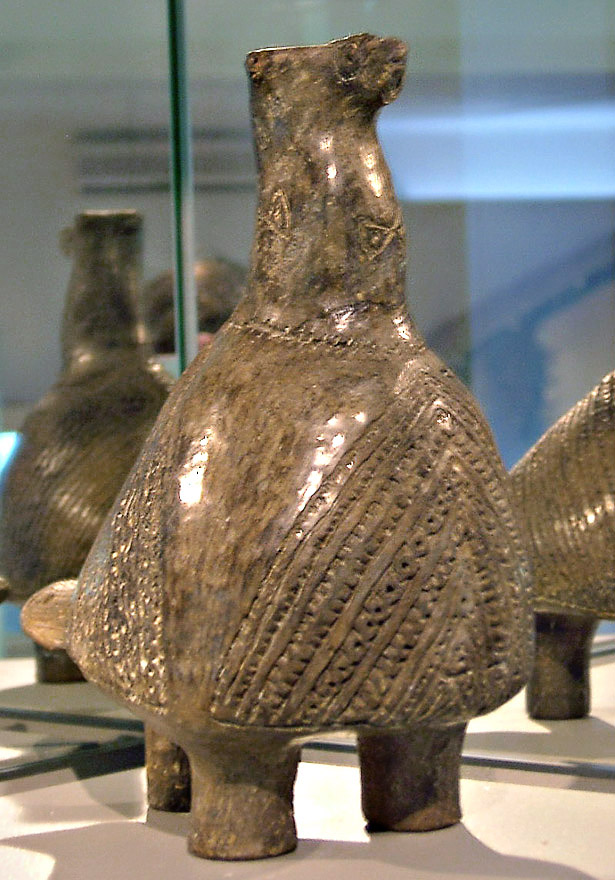
Naczynie zoomorficzne w kształcie gołębia, kultura Vučedol-Zók

Kultura Vučedol-Zók – kultura archeologiczna wczesnej epoki brązu na Bałkanach. Jej nazwa pochodzi od eponimicznych stanowisk Vučedol w Chorwacji i Zók koło Pecsu na Węgrzech.
Muzeum Kultury Vučedolskiej znajduje się w miejscowości Vučedol, 5 kilometrów na południe od centrum Vukovaru.

## Chronologia i obszar występowania
Kultura ta datowana jest według lat kalibrowanych na 2600–2300/2200 p.n.e. Ukształtowała się w dorzeczu środkowego Dunaju na terenach zajmowanych dawniej przez kulturę badeńską. Jej pojawienie wiąże się z migracjami z południa i falą wpływów anatolijsko-egejskich. Wyróżniamy w jej obrębie kilka grup: bośniacką, slavońsko-syrmińską, lubljańską i adriatycką. W młodszej fazie tej kultury powstały kolejne grupy: Nyirseg nad górną Cisą, grupa Mako w dorzeczu środkowej Cisy i grupa Kosihy-Čaka w północnej części Kotliny Karpackiej. Wpływy tej kultury sięgały w górę Dunaju, aż do Austrii, dosięgały także środkowych Czech.

## Gospodarka
W gospodarce omawianej grupy dominowała uprawa ziemi, co wpłynęło z kolei na stabilizację osadnictwa. Poza tym duże znaczenie miała także hodowla zwierząt.

## Osadnictwo i budownictwo
Znane są z tej kultury osiedla obronne wznoszone na wzgórzach, takie jak tell Vučedol, od którego swoją nazwę wzięła cała kultura. Na stanowisku tym mamy wyraźnie wyodrębniony od reszty osady akropol, wiążący się ze sferami sacrum lub z najbogatszą ludnością (elitaryzm). W osiedlach budowano czworoboczne budynki mieszkalne, niekiedy nawet w typie megaronu.

## Obrządek pogrzebowy
Na terenach południowych panował szkieletowy obrządek pogrzebowy, a zmarłych układano w pozycji skurczonej. Osoby pochowane trzymają dość często naczynie w dłoniach tak jak w kulturze badeńskiej. Natomiast na pozostałych terenach rozprzestrzeniało się ciałopalenie. Spotykamy tam groby popielnicowe i bezpopielnicowe jamowe. Groby często znajdują się w osadach, pomiędzy zabudowaniami. W kulturze Vučedol-Zók daje się zauważyć małą liczbę grobów w porównaniu z czasem funkcjonowania osad.

## Inwentarz
Ludność tej kultury przyniosła na teren Kotliny Karpackiej liczne motywy egejskie w ceramice. Pojawiły się więc egejskie zdobienia, a także formy ceramiki i technika białej inkrustacji. Na ceramice występują ornamenty geometryczne, wypełniane białą masą, z kątami prostymi. Pojawiają się także motywy antropomorficzne i zoomorficzne oraz solarne. W inwentarzu kultury Vučedol-Zók mamy także do czynienia z ołtarzykami siodłowatymi i plastyką antropomorficzną. Z dziedziny metalurgii znanych jest kilka pieców do wytopu metali. Inwentarz metalowy składa się głównie z przedmiotów miedzianych. Występują wśród nich szpile cypryjskie, topory asymetryczne, proste, trójkątne formy sztyletów i tarczki okularowate.

## Zanik i wpływ na powstanie innych kultur
Poważne zmiany w kulturze Vučedol-Zók zostały spowodowane przez napływ ludności kultury pucharów dzwonowatych. Przynieśli oni ze sobą nowe zwyczaje i inwentarz, a także doprowadzili do znacznego ożywienia kontaktów między ludnością we wczesnej epoce brązu. Napływ ten doprowadził do wykształcenia się nowych kultur: Nagyrév, Kisapostag i Hatvan. Datuje się je już na okres A1, według chronologicznego podziału Paula Reineckego, czyli na lata 2300/2200–1950 p.n.e.